# Магаса
Магаса, греч. Μαγκασά — неолитическое поселение людей в восточной части острова Крит. В Магасе археологи обнаружили крупные жилые строения, каждое из которых состояло из нескольких комнат. Дома имели своеобразную планировку, с «наружной» и «внутренней» комнатами, выполненными из кирпича-сырца. Аналогичные сооружения эпохи неолита обнаружены в Кноссе.